# Coyaima
Coyaima is een gemeente in het Colombiaanse departement Tolima. De gemeente telt 27.733 inwoners (2005). Door Coyaima, gelegen op de oostelijke uitlopers van de Cordillera Central, stroomt de rivier de Saldaña.
Alpujarra · Alvarado · Ambalema · Anzoátegui · Armero · Ataco · Cajamarca · Carmen de Apicalá · Casabianca · Chaparral · Coello · Coyaima · Cunday · Dolores · Espinal · Falan · Flandes · Fresno · Guamo · Herveo · Honda · Ibagué · Icononzo · Lérida · Líbano · Mariquita · Melgar · Murrilo · Natagaima · Ortega · Palocabildo · Piedras · Planadas · Prado · Purificación · Rioblanco · Roncesvalles · Rovira · Saldaña · San Antonio · San Luis · Santa Isabel · Suárez · Valle de San Juan · Venadillo · Villahermosa · Villarrica
- Virtual International Authority File: 139635150